# Pavel Soukup

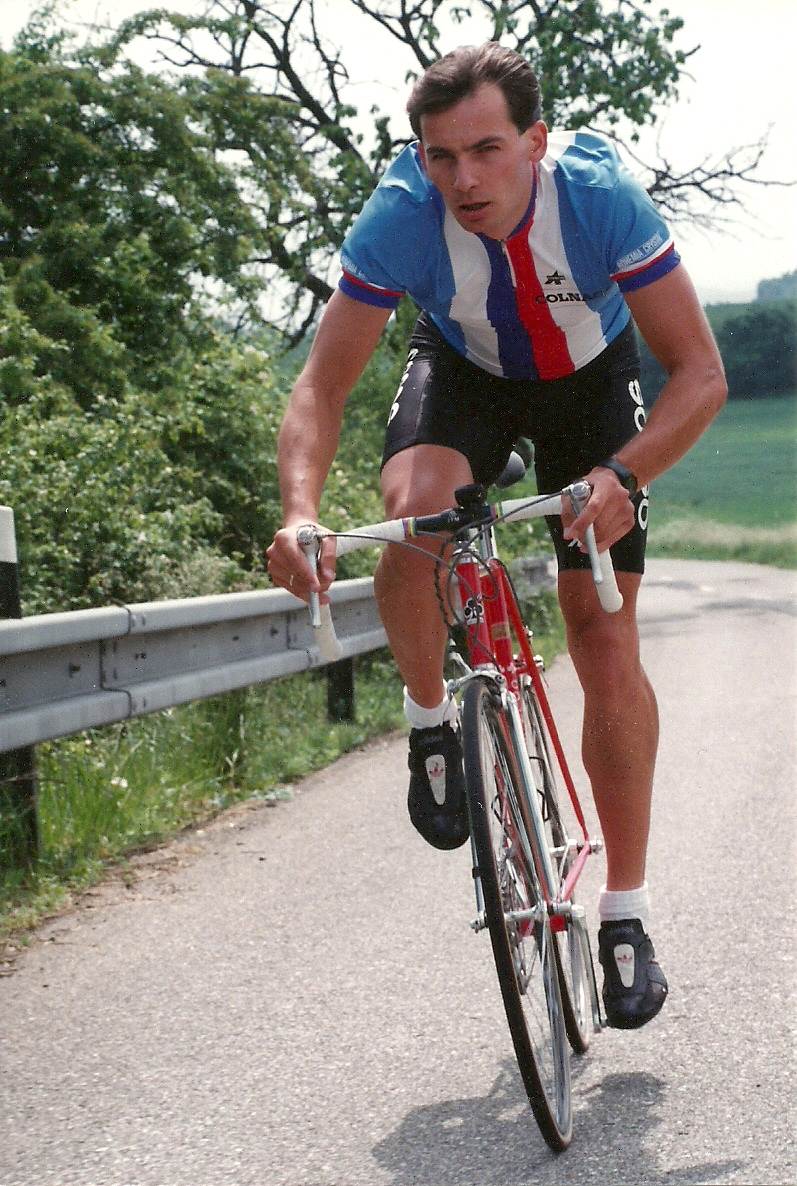
Pavel Soukup (1992)

Pavel Soukup (* 12. April 1965 in Přerov) ist ein ehemaliger tschechoslowakischer Radrennfahrer und Weltmeister im Radsport.

## Sportliche Laufbahn
Soukup war Bahnradfahrer. 1975 begann er in Prostějov mit dem Radsport. Er war Teilnehmer der Olympischen Sommerspiele 1988 in Seoul und bestritt die Mannschaftsverfolgung. Das Team mit Svatopluk Buchta, Zbyněk Fiala, Pavel Soukup, Aleš Trčka und Pavel Tesař wurde auf dem 5. Platz klassiert.
1983 gewann er bei den UCI-Bahn-Weltmeisterschaften in der Mannschaftsverfolgung mit Robert Štěrba, Aleš Trčka und František Raboň die Bronzemedaille. 1986 wurde er Weltmeister in dieser Disziplin mit Svatopluk Buchta, Aleš Trčka und Teodor Černý. Im Finale gewann dieser Vierer gegen das Team aus der DDR. 1987 gewann er erneut die Bronzemedaille mit Miroslav Kundera, Miroslav Junec und Svatopluk Buchta. Er startete achtmal bei den UCI-Bahn-Weltmeisterschaften.